# The Sultan of Sulu
The Sultan of Sulu è un cortometraggio muto del 1913.

## Produzione
Il film fu prodotto dalla Selig Polyscope Company.

## Distribuzione
Distribuito dalla General Film Company, il film - un documentario di cento metri - uscì nelle sale cinematografiche statunitensi il 2 luglio 1913. Nelle proiezioni, veniva programmato con il sistema dello split reel, accorpato in un'unica bobina con un altro cortometraggio prodotto dalla Selig, Arabia and the Baby, che aveva come protagonista un cavallo da corsa.